# Dom-Verlag
Der Dom-Verlag war ein Verlag in Berlin-Kreuzberg von 1921 bis etwa 1941.

## Geschichte
Am 15. April 1921 wurde der Dom-Verlag mit einer Buchhandlung gegründet. Er war als Buchverlag der Täglichen Rundschau konzipiert und befand sich zuerst in der Zimmerstraße 5, zwei Jahre später in der Dessauer Straße 35 in Berlin-Kreuzberg. Die ersten Geschäftsführer waren 1921 Karl Holzamer und Dr. Paul Mahn, 1923 dann Paul Krebs und Paul Scholz. In den ersten Jahren gab es auch einige Veröffentlichungen der Freien Lehrervereinigung für Kunstpflege.
Von 1940 sind die letzten Veröffentlichungen bekannt.

## Publikationen (Auswahl)
Im Dom-Verlag erschienen belletristische Werke, einige Schriften der Freien Lehrervereinigung für Kunstpflege und weitere Schriften.
- Dom-Kunstgaben,  mit Reproduktionen von Kunstwerken, herausgegeben durch die Freie Lehrervereinigung für Kunstpflege, 1921–1924[3]

- Fritz Berger, Unseres Herrgotts Versuchskinder, 1921
- Franz Zademack, Die Meistersinger von Nürnberg. Richard Wagners Dichtung und ihre Quellen, 1921
- Felix Hasselberg (Hrsg.), Der Freischütz. Friedrich Kinds Operndichtung und ihre Quellen, 1921

- Almanach der Täglichen Rundschau auf das Jahr 1922, mit Buchschmuck von Karl Arnold
- Fritz Berger, Zwei Schwaben und ein halber, 1922
- Kaspar Ludwig Merkl, Die Geige in Gottes Hand, 1922
- Allemand Daudet, Tartarin am Rhein, 1922
- Hermann Dedering (Hrsg.), Die schöne Magelone, 1922
- [Adolf Stein], Was sich Berlin erzählt, von Rumpelstilzchen, 1922
- Paul Warncke, Fritz Reuter. Woans hei lewt un  schrewen hett, 1922
- Erich Schlaikjer, Die Vision der schwedischen Margret, Drei Novellen, 1922
- Margarete Koch, Brücken in das andere Land, um 1930